# Máňa Ženíšková
Marie Ženíšková (6. ledna 1909 Praha – 10. listopadu 1982 Praha) byla česká herečka, která vystupovala pod jménem Máňa Ženíšková.

## Život
Její dědeček byl malíř František Ženíšek, otec Julius Ženíšek byl obchodníkem s automobily. Herečkou byla také její sestra Erna Ženíšková. Před kamerou debutovala v němé grotesce Chyťte ho!, známé také pod názvem Lupič nešika, kterou režíroval Karel Lamač. Její nejvýznamnější role byla dcera uhlíře v sociálním dramatu Carla Junghanse Takový je život. Hrála také Radmilu ve filmu Svatý Václav (režie Jan Stanislav Kolár), bohyni Ladu ve filmu Zlatý květ nebo zamilovanou Lily ve filmu C. k. polní maršálek (partnerkou Vlasty Buriana byla několikrát i v divadle). V roce 1930 se provdala za Theodora Pištěka, který na plátně tradičně představoval jejího otce. Jejich synem je Theodor Pištěk mladší. Zaneprázdnění mateřskými povinnostmi a nástup zvukového filmu vedly k tomu, že Ženíšková dostávala stále méně rolí a v roce 1938 skončila s hereckou dráhou úplně. V roce 1978 byla jednou z aktérek dokumentárního filmu Olega Reifa o začátcích české kinematografie Díky, pane Kříženecký.
Zemřela roku 1982 a byla pohřbena na Vinohradském hřbitově.

## Filmografie
- Chyťte ho! (1924)
- Syn hor (1925)
- Vdavky Nanynky Kulichovy (1925)
- Bludné duše (1926)
- Loupežníci na Chlumu (1926)
- Pantáta Bezoušek (1926)
- Ve spárech upíra (1927)
- Dcery Eviny (1927)
- Podskalák (1927)
- Hanba (1929)
- Kamarádské manželství (1929)
- Pražské švadlenky (1929)
- Svatý Václav (1929)
- Takový je život (1929)
- Zlatý květ (1929)
- Opředené stíny (1930)
- C. k. polní maršálek (1930)
- Skalní ševci (1931)
- Strýček z Ameriky (1933)
- Cikánská láska (1938)